# Oskar Lipp
Oskar Lipp (* 1995 in Ingolstadt) ist ein deutscher Politiker der AfD. Seit 2023 ist er Abgeordneter im Bayerischen Landtag.

## Leben
Lipp wurde 1995 in Ingolstadt geboren und machte 2014 am dortigen Christoph-Scheiner-Gymnasium Abitur. Danach studierte er Wirtschaftswissenschaften an der Katholischen Universität Eichstätt-Ingolstadt und schloss das Studium 2020 ab, anschließend arbeitete er im Familienunternehmen.

## Politik
2015 trat Lipp in die AfD ein, seit 2017 ist er Mitglied im Vorstand des Kreisverbands Ingolstadt-Eichstätt der AfD, seit 2021 im Bezirksvorstand der AfD Oberbayern. Von Dezember 2017 bis Mai 2018 war er für den damaligen AfD-Bundestagsabgeordneten Johannes Huber tätig. Zur Landtagswahl 2018 trat Lipp erstmals für die AfD im Stimmkreis Eichstätt an und erzielte mit 11,5 % das viertbeste Erststimmenergebnis. Er wurde nicht in den Landtag gewählt, aber in den Bezirkstag des Bezirks Oberbayern, dem er seitdem angehört. Seit 2020 sitzt er für die AfD im Stadtrat von Ingolstadt.
Bei der Landtagswahl am 8. Oktober 2023 erhielt er mit 15,7 % das drittbeste Erststimmenergebnis im Stimmkreis Eichstätt nach der Siegerin Tanja Schorer-Dremel (CSU), die 41,1 % erhielt, und Anton Haunsberger (Freie Wähler), der 19,0 % erhielt. Zusammen mit den Zweitstimmen im Wahlkreis Oberbayern erreichte er das zweitbeste Ergebnis der AfD in Oberbayern und wurde damit in den Landtag gewählt, dem er seit dem 30. Oktober 2023 angehört.
Im Bayerischen Landtag ist Lipp Mitglied in den Ausschüssen für Ernährung, Landwirtschaft, Forsten und Tourismus sowie für Wirtschaft, Landesentwicklung, Energie, Medien und Digitalisierung.
Im März 2025 verhängte der Bayerische Landtag ein Ordnungsgeld in Höhe von 1.000 Euro gegen Lipp, weil dieser in einer Plenarsitzung am 27. Februar den NS-Begriff „Endsieg“ vor dem Hintergrund des russischen Angriffskriegs auf die Ukraine verwendet hatte.